# Мирко Милашевић
Мирко Милашевић (Цетиње, 27. јул 1985) је црногорски рукометаш који наступа за Веспрем. Висок је 186 cm и игра на позицијама лијевог и средњег бека.

## Клупска каријера
Мирко Милашевић је почео да се бави рукометом у Будви гдје је и провео јуниорске дане. Као осамнаестогодишњак (2003) отишао је у Југовић из Каћа. Ондје се задржао само годину дана, јер је 2004. прешао у редове новосадске Војводине, која је стварала тим са шампионским амбицијама. У сезони 2004/05. освојена је дупла круна (првенство и куп), а Милашевић је, након друге сезоне, у којој је освојен само национални куп, отишао у београдску Црвену звезду, са којом је, за двије и по сезоне, од средине 2006. до јануара 2009. године, освојио двије титуле националног првака (2006/07, 2007/08).
У јануару 2009. је поново промијенио средину, прешавши у Будућност. Са Подгоричанима је, за пола године, освојио титулу првака Црне Горе (2008/09), а у Купу изазивача су стигли до четвртфинала.
На љето 2009. је услиједила селидба у АСОБАЛ лигу. У сезони 2009/10. је наступао за Толедо, али тај период није био обиљежен добрим или лошим играма, колико ломом руке, због којег је био принуђен да паузира три мјесеца.
У сезони 2010/11. се водио као играч Алкобендаса, али ни тај ангажман не може памтити по добру: повреда укрштених лигамената је значајно утицала на промјену планова у будућности.
Милашевић је своју каријеру покушао да ревитализује у швајцарском Зуру из Арауа (2011/12), али се ни у том клубу, и поред повратка у форму, није задржао предуго. Након само једне сезоне, вратио се у Шпанију, гдје је 2012/13. бранио боје Пуерто Сагунта.
На љето 2013. је опет промијенио клуб, прешавши у француски Бијер, гдје се задржао двије године, да би 2015. отишао у букурештански Динамо, клуб славне прошлости, са којим је освојио национално првенство (2015/16).
Солидна издања у дресу румунског првака препоручила су га руководству мађарског Веспрема, једног од најјачих клубова у Европи. Боје тог клуба бране у сезони 2016/17.

## Репрезентативна каријера
Милашевић је дебитовао за црногорску репрезентацију у децембру 2006. године, а прву званичну утакмицу је одиграо 6. јануара 2007. против Финске (41—27) у склопу квалификација за Европско првенство 2008.
Био је у саставу националног тима на три континентална првенства (2008, 2014, 2016) и на Свјетском првенству 2013.
Такође, играо је за Црну Гору у пет квалификационих циклуса: КЕП 2008, КЕП 2010, КСП 2013, КЕП 2014. и КЕП 2016.
У националном тиму је имао споредну улогу, будући да је, као играч задатка, улазио са клупе. Посљедњу утакмицу је одиграо 20. јануара 2016. у трећем колу прве фазе Европског првенства, против Русије (21—28).
У периоду од јануара 2006. до јануара 2016. године, одиграо је 40 званичних утакмица и постигао 27 голова.

## Трофеји

#### Војводина
- Првак Србије и Црне Горе (1): 2004/05.
- Куп Србије и Црне Горе (2): 2004/05, 2005/06.

#### Црвена звезда
- Првак Србије (2): 2006/07, 2007/08.

#### Будућност
- Првак Црне Горе (1): 2008/09.